# Arenaria haitzeshanensis
Arenaria haitzeshanensis là loài thực vật có hoa thuộc họ Cẩm chướng. Loài này được Tsui ex L.H.Zhou mô tả khoa học đầu tiên năm 1995.